# Rhimphoctona bimaculata
Rhimphoctona bimaculata là một loài tò vò trong họ Ichneumonidae.